# Лаппа-Старженецкая, Екатерина Александровна
Екатерина Александровна Лаппа-Старженецкая (8 октября 1884, Вологда, Вологодская губерния, Российская империя — 3 августа 1971, Ленинград, СССР) — русский и советский библиотековед, библиотечный деятель, историк права и юрист.

## Биография
Родилась 8 октября 1884 года в Вологде, в семье Вологодского вице-губернатора Александра Павловича и Марии Дмитриевны Лаппа-Старженецких. В дальнейшем он был губернатором Тобольска. 
После окончания средней школы, в 1905 году поступила на юридическое отделение историко-филологического факультета Высших женских курсов, которые она окончила в 1910 году, одного диплома ей показалось мало, и тогда она в 1911 году поступила на юридический факультет СпбГУ, который окончила в 1916 году. В 1916 году поступила на работу в Императорскую публичную библиотеку и проработала вплоть до 1932 года. Принимала активное участие в перестройке библиотечного дела после 1917 года. В 1944 году поступила на работу в БАН и проработав вплоть до 1950 года, ушла на пенсию.
Скончалась 3 августа 1971 года в Ленинграде.

### Личная жизнь
Екатерина Лаппа-Старженецкая вышла замуж за Иннокентия Яковкина (1881-1949).

## Научные работы
Основные научные работы посвящены библиотековедению.
- Государственные библиотеки на Западе. Романские страны. — Л., 1926. — 172 с.